# Pinheiros (distrito de São Paulo)
Pinheiros é um distrito situado na zona oeste do município de São Paulo e é administrado pela subprefeitura de Pinheiros. Tido por alguns historiadores como um dos mais antigos distritos paulistanos, serviu por muito tempo como passagem dos tropeiros para a atual Região Sul do Brasil. 
A área do distrito é limitada pelo Rio Pinheiros, Av. Prof. Frederico Herman Júnior, R. Natingui, R. Heitor de Andrade, caminho de pedestres entre a R. Heitor de Andrade e a R. Cristóvão de Burgos, R. Paulistânia, R. Heitor Penteado, Av. Dr. Arnaldo, Av. Paulo VI, R. Henrique Schaumann, início da Av. Brasil, Al. Gabriel Monteiro da Silva, R. Groenlândia, Av. Nove de Julho, Av. Cidade Jardim, até chegar novamente ao Rio Pinheiros.
É um dos mais sofisticados distritos do município, tem intensa vida cultural e gastronômica. Entre as etnias estrangeiras predominantes no distrito destacam-se os alemães, italianos, judeus, franceses, portugueses, japoneses, chineses e coreanos. Entre os imigrantes brasileiros destacam-se os fluminenses, em especial na região da Rua Fradique Coutinho.

## História
A região de Pinheiros é considerada pela grande maioria dos historiadores como o primeiro bairro de São Paulo, tanto por suas origens indígenas quanto portuguesas. Após a chegada dos jesuítas ao planalto que originaria a cidade de São Paulo, um grupo indígena instalou-se, por volta de 1560, às margens do rio Grande - que posteriormente conhecido como rio Pinheiros -  supostamente no local hoje ocupado pelo largo de Pinheiros.
A área fazia parte de uma enorme sesmaria doada por Martim Afonso de Sousa a Pero de Góis, em 1532, cujas terras se estendiam do Butantã à cabeceira do riacho Água Branca. Em 1584, estas terras passaram a pertencer a Fernão Dias Paes. Este último foi um dos responsáveis pela expulsão provisória dos jesuítas do local, pois como bandeirante não concordava com a postura jesuíta contra a escravização dos índios. 
Há divergências sobre a origem do nome de 'Pinheiros'. Geralmente aceita-se que seja devido à grande ocorrência de araucárias nas terras onde o bairro surgiu. Entretanto, João Mendes de Almeida, em seu livro Dicionário Geográfico da Província de S.Paulo, discorda dessa versão. Segundo ele, os índios tupi chamavam o rio de Pi-iêrê, que significa "derramado", em alusão ao transbordamento das águas que alagava as margens. Por corruptela, a palavra Pi-iêre teria se transformado em Pinheiros. A existência dos pinheiros, segundo o autor, serviu "só para operar mais facilmente a corruptela".
Parte de sua taba ficava no atual Largo da Batata, um local protegido das habituais inundações das margens do rio. Esta região habitada pelos indígenas tornou-se uma vila conhecida como Farrapos, e para a catequese dos índios foi erguida uma igreja com o nome de Nossa Senhora da Conceição.

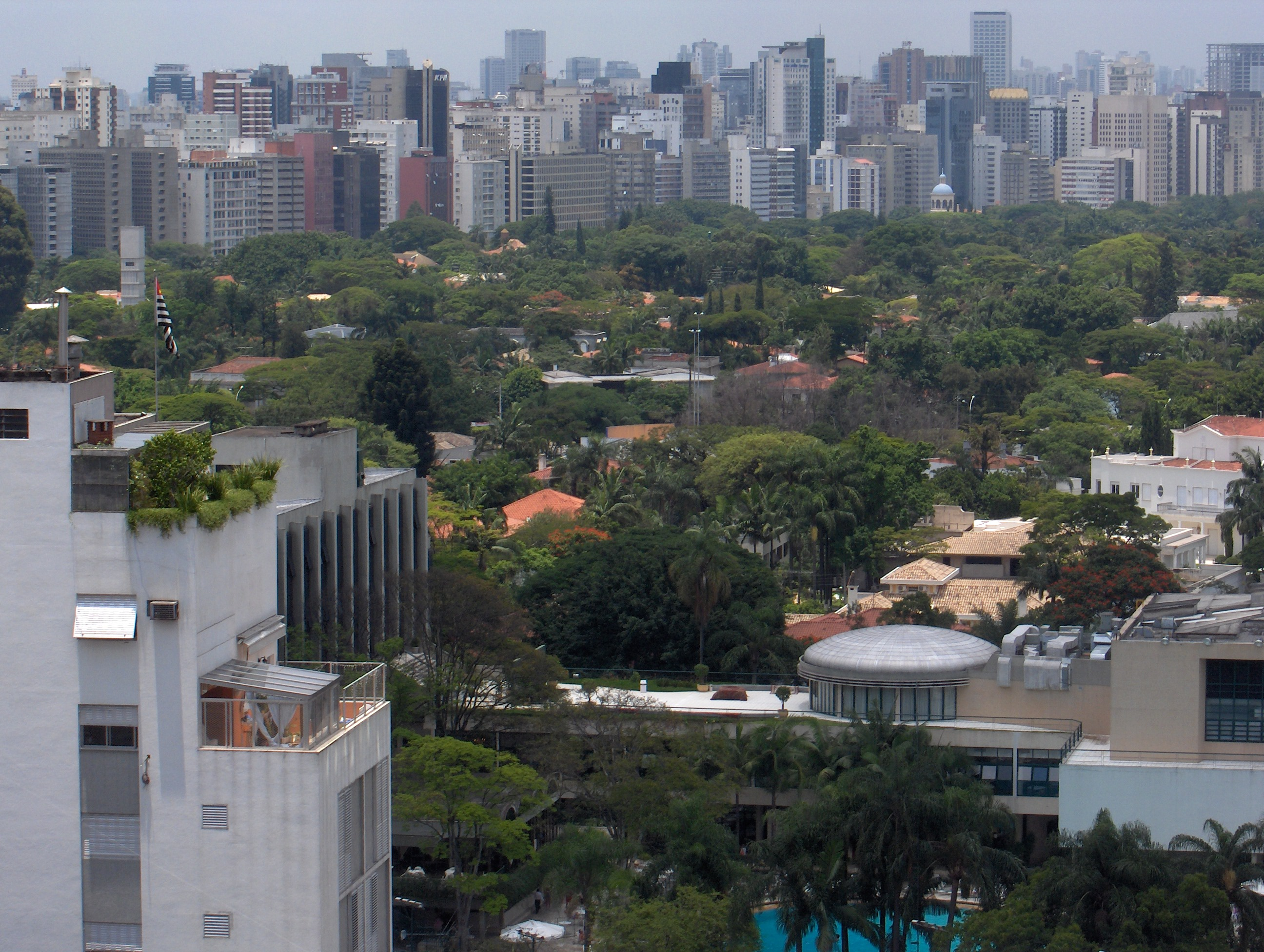
Vista da região dos Jardins

A vila indígena, que passou a ser conhecida como Aldeia dos Pinheiros, ficava isolada da vila paulistana devido à topografia da região. Apesar disso, sempre foi importante por causa do estreitamento das margens do rio Pinheiros, o que facilitava muito sua travessia e acabou tornando-se um trecho obrigatório de diversos caminhos que cruzavam a região, sejam de indígenas ou bandeirantes. Sua importância acentuou-se com a construção de mais vilas ao sul e de uma ponte que atravessa o rio. Essa ponte foi muito utilizada nos séculos seguintes e, por ser destruída regularmente devido às enchentes, foi substituída por uma de metal em 1865.
No início do século XVII, o Caminho de Pinheiros (que atualmente corresponde à rua da Consolação, à parte alta da Avenida Rebouças e à rua Pinheiros) era um dos mais destacados da Vila de São Paulo, por ser o único acesso à aldeia e a outras terras além do rio. O desenvolvimento econômico e populacional do bairro posteriormente foi causado pelo sítio do Capão, uma propriedade altamente produtiva que se localizava nas terras da sesmaria, principalmente quando esta se encontrava sob comando de Fernão Dias Paes Leme, o "Caçador de Esmeraldas" e neto do antigo dono da sesmaria.
A região de Pinheiros possuía também uma boa quantidade de quilombos, os esconderijos e moradas dos escravos que fugiam de seus senhores e lá se instalavam devido às boas condições oferecidas pelo bairro com sua abundância de terrenos baldios e mato muito espesso. Nesses quilombos também se abrigavam assaltantes que atacavam viajantes que passavam por Pinheiros, por volta do século XVIII.
Solicitada desde 1632, uma ponte de madeira sobre o rio foi construída apenas no século XVIII, ligando a região às vilas de Parnaíba, Cotia, Itu e Sorocaba. A ponte foi várias vezes destruída, principalmente por enchentes, cabendo aos moradores das vilas vizinhas arcar com as despesas de reconstrução. Somente em 1865 foi erguida uma ponte de metal. Além da ponte, os moradores custeavam a manutenção do Caminho de Pinheiros que levava ao centro da vila de Piratininga, passando pela atual Rua Butantã, Largo de Pinheiros, Rua dos Pinheiros, Avenida Rebouças e Rua da Consolação. Em 1786 iniciou-se a construção de estrada ligando Pinheiros aos campos de Santo Amaro, o que hoje corresponde à Avenida Faria Lima. Posteriormente, a estrada foi estendida para o sentido oposto até a Lapa, e este novo trecho recebeu o nome de Estrada da Boiada, hoje Rua Fernão Dias, Rua dos Macunis e Avenida Diógenes Ribeiro de Lima. A região foi pouco habitada ao longo do século XIX, chegando ao seu final com 200 casas. A primeira padaria foi inaugurada em 1890 e a segunda em 1900. Havia um pouso para tropeiros e a economia era baseada em agricultura, carvoarias e, devido à excelente argila, olarias. Nestas eram fabricados tijolos e telhas que aos poucos foram substituindo o pau a pique nas construções de toda a cidade de São Paulo. A linha de bonde ligando Pinheiros ao centro da cidade foi iniciada em 1904 e, passando pelo cemitério do Araçá, chegava até o cruzamento da rua Teodoro Sampaio com a Capote Valente. Como não havia um pátio de manobras, os bancos do bonde eram virados. O Largo de Pinheiros foi alcançado apenas em 1909, após drenagem e aterro em toda a área entre os dois pontos. O Mercado de Pinheiros foi inaugurado em 1910 e não passava de uma área cercada por arame farpado com pequeno galpão no centro, onde agricultores locais e de Cotia, Itapecerica da Serra, Carapicuíba, Piedade, MBoy, etc. comercializavam seus produtos. A área que ficava entre o Mercado de Pinheiros e o Largo de Pinheiros, e que, a partir do início do século XX, começou a receber os agricultores de Cotia (predominantemente japoneses) que se dirigiam à Vila de Pinheiros para comercializar batatas (o principal produto agrícola de Cotia nas primeiras décadas do século XX) e lá estacionavam sua carroças e animais, acabou sendo denominada, por essa razão, de Largo da Batata.

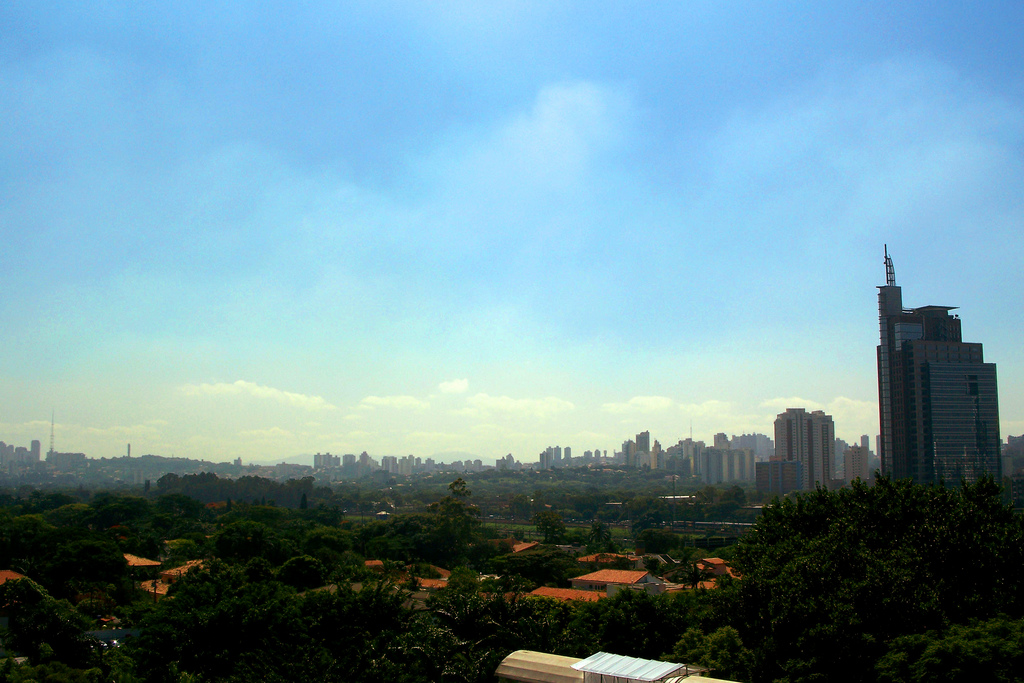
Arborização do distrito

A urbanização e desenvolvimento econômico tiveram seu início na região apenas na época do ciclo do café no Brasil, principalmente em São Paulo, e foi constituído com o dinheiro proveniente das exportações do produto. Ao final do século XIX a região recebeu um bom número de imigrantes italianos e, posteriormente, já no século XX, de japoneses. O início da construção, em 1922, da Estrada São Paulo-Paraná (futura Rodovia Raposo Tavares), sobre a antiga Estrada de Cotia ou Estrada de Sorocaba, acelerou o desenvolvimento da região e atraiu os agricultores de Cotia a comercializar seus produtos no Mercado de Pinheiros. O bairro começou a se firmar como uma região de classe média, com grande presença de comércio e indústrias.
Por volta de 1920 é fundada a Sociedade Hípica Paulista, que gozava de intenso movimento, principalmente das classes mais abastadas, sendo um dos grandes pontos de encontro dessa elite paulistana até meados do século XX. Cinco anos antes, em 1915, foi firmado um acordo entre o governo do estado de estado de São Paulo e a Fundação Rockefeller para a construção da sede da Faculdade de Medicina e Cirurgia de São Paulo. Este acordo também previa a criação de um hospital para ser utilizado no aprimoramento dos estudantes e ao mesmo tempo no atendimento da população mais carente da capital paulista e até do interior do estado. Este hospital, que por uma série de dificuldades começou a ser construído apenas em 1938, foi chamado de Hospital das Clínicas e foi inaugurado oficialmente em 19 de abril de 1944. O hospital ainda é um dos principais da cidade e é considerado o maior complexo hospitalar da América Latina.

## Demografia
Evolução demográfica do distrito de Pinheiros

## Atualidade
| Classe A | 38 % |
| Classe B | 50 % |
| Classe C | 9 %  |
| Classe D | 2 %  |
| Classe E | 1 %  |

Com a consolidação da cidade de São Paulo como maior centro econômico e financeiro do país, o distrito de Pinheiros teve algumas de suas áreas escolhidas pela elite mais rica da cidade para fixar residência. Estas áreas são os atuais bairros Jardim Europa, Jardim Paulista, Jardim América e Jardim Paulistano e formam a região conhecida como Jardins, o reduto de boa parte da classe mais abastada da cidade.

## Infraestrutura
Apresenta uma das melhores infraestruturas da cidade, seja nos transportes, saúde, cultura e educação.

### Transporte
O distrito possui quatro estações de metrô: Vila Madalena (da Linha 2-Verde), inaugurada em 1998; Faria Lima, Pinheiros e Fradique Coutinho (da Linha 4–Amarela), inauguradas em 2010, 2011 e 2014, respectivamente. Em 2007 aconteceu um grave acidente na construção da Estação Pinheiros, quando houve o colapso de um túnel de metrô. Sete pessoas morreram com o deslizamento de casas e carros, e pessoas que passavam pelo local foram sugadas para o buraco. Isto ocasionou demora do prosseguimento das obras enquanto a perícia era feita. O distrito também é servido pelo Trem Metropolitano de São Paulo com as estações Cidade Jardim, Hebraica-Rebouças e Pinheiros da Linha 9–Esmeralda.
Apresenta pelo menos quatro corredores de ônibus exclusivos, nas avenidas Rebouças, Faria Lima, Pedroso de Morais e Eusébio Matoso (que liga a ponte homônima à Rebouças) e nas ruas Teodoro Sampaio e Cardeal Arcoverde. O Largo da Batata, que fica próximo ao Largo de Pinheiros, é um importante ponto de ônibus municipais e metropolitanos (entre cidades da Grande São Paulo).

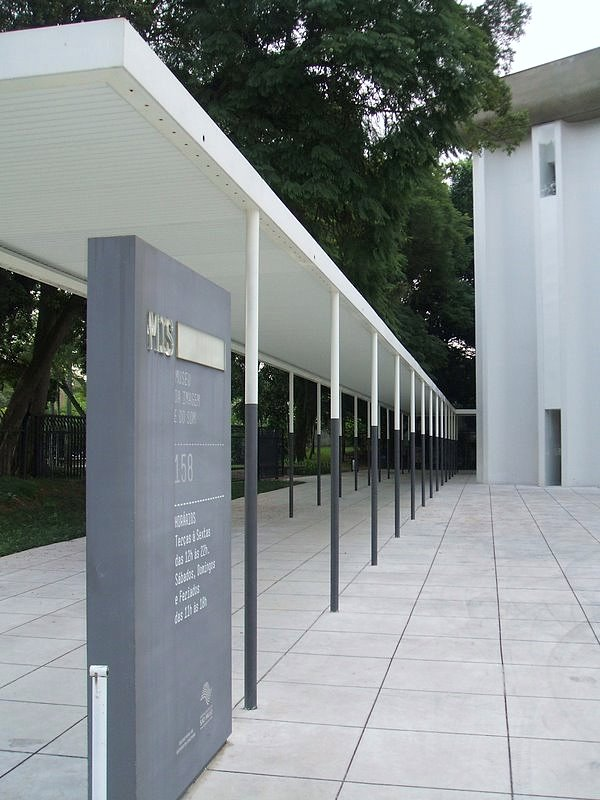
Museu da Imagem e do Som

### Educação e cultura
De acordo com o Atlas do Trabalho e Desenvolvimento de São Paulo distrito possui uma das melhores classificações de IDH de educação da cidade, em sua extensão abriga diversos institutos educacionais. Possui uma unidade do Sesc, o Instituto Tomie Ohtake, o Centro Brasileiro Britânico, o Goethe-Institut e o Centro da Cultura Judaica, que cumulam em um polo cultural da cidade. No distrito, também estão localizados o Museu da Imagem e do Som, o Museu da Casa Brasileira, o Museu Brasileiro da Escultura e Ecologia e a Fundação Cultural Ema Gordon Klabin.

## Economia
O distrito sedia diversas empresas nacionais e internacionais, como a sede da Cia de Saneamento Básico do Estado de São Paulo, a Sabesp, e até 2018, abrigou a sede da Editora Abril. Apresenta diversas ruas comerciais, diferenciadas pelos seus setores. A Rua Oscar Freire destaca-se pelos produtos luxuosos e a Rua Teodoro Sampaio pelos setores de móveis e instrumentos musicais. O bairro ainda conta com grandes e notórias empresas como Odebrecht, 3DTEK, Johnson & Johnson, Coca Cola, entre outras.

### Compras
O Shopping Iguatemi, localizado no Jardim Paulistano, foi inaugurado em novembro de 1966, sendo um dos primeiros shoppings centers do país. O Shopping Eldorado, estabelecido em 1981, é um dos maiores centros comerciais de São Paulo, com mais de 150 mil m². 
Aos sábados, existe a feira de antiguidades na Praça Benedito Calixto. Além da Feira Central, muitas lojas ao redor oferecem opções excelentes de compras para decoração, utensílios de casa e moda. 

## Bairros
Bairros de Pinheiros:
- Jardim das Bandeiras
- Jardim Europa
- Vila Madalena
- Vila Nogueira
- Jardim Paulistano
- Pinheiros
- Jardim das Rosas
- Sumarezinho

## Distritos limítrofes
- Alto de Pinheiros (Noroeste)
- Perdizes (Norte)
- Jardim Paulista (Leste)
- Itaim Bibi (Sul)
- Morumbi (Sudoeste)
- Butantã (Oeste)